# 四国だ!ゴーゴー
四国だ!ゴーゴー（しこくだごーごー）はNHK松山放送局が製作していた四国地方向けのラジオ番組である。2020年3月6日で番組終了した。
同年4月からは後番組の「ホッと!四国」。

## 放送時間
- ラジオ第1 祝日を除く毎週金曜日17:05 - 17:58[1]

原則として四国地方向けではあるが、第1週はにっぽん列島夕方ラジオの枠で全国放送となっていた。2016年9月9日にNHKネットラジオ らじる★らじるにて全国に向けて放送するため、同年9月3日のらじらー！サタデー22時台とのコラボ企画を放送した。また、らじる★らじるで四国以外でも聞くことが可能。

## 出演者
|                         | メインパーソナリティ | パーソナリティ                                                  | パーソナリティ                                                  | パーソナリティ（トライシグナル） | パーソナリティ（トライシグナル） | パーソナリティ（トライシグナル） |
| ----------------------- | -------------------- | --------------------------------------------------------------- | --------------------------------------------------------------- | -------------------------------- | -------------------------------- | -------------------------------- |
| 2014年4月 - 2017年3月   | 平野和子             | 当時松山放送局に在籍していた 男性アナウンサーが交代で行っていた | 当時松山放送局に在籍していた 男性アナウンサーが交代で行っていた | 不在                             | 不在                             | 不在                             |
| 2017年 4月 - 2018年9月  | 武田涼介             | 高橋京香                                                        | 松本里奈子                                                      | 岡本真依                         | 奥村真友里                       | 不在                             |
| 2018年 10月 - 2019年3月 | 武田涼介             | 高橋京香                                                        | 不在                                                            | 岡本真依                         | 奥村真友里                       | 不在                             |
| 2019年 4月 - 2020年2月  | 武田涼介             | 屋野愛音                                                        | 近江由佳                                                        | 岡本真依                         | 奥村真友里                       | 谷尾桜子                         |
| 最終回                  | 武田涼介             | 屋野愛音                                                        | 不在                                                            | 不在                             | 奥村真友里                       | 不在                             |

武田（当時松山放送局アナウンサー）とトライシグナルの3人以外は当時松山放送局契約キャスター。

## 放送内容
- スクエア95
  - 四国の95市町村を紹介するコーナー。場所はトライシグナルのメンバーが前回引いたピンポン玉に書かれた地域であり、地元の人に電話で紹介してもらう。次回の場所は出演したトライシグナルのメンバーがコーナー終了前に引く。
- 週替わりコーナー
- 四国各局からのリポート
- メッセージテーマ[9]についてリスナーからのメール
  - メールをトライシグナルのメンバーが読み、そのメールの内容についてパーソナリティが感想などをトークする。
- 四国の気象情報
- エンディング
  - メインパーソナリティがメールを読んで感想などを簡単にトークして次回の放送日とメッセージテーマを予告して番組終了となる。